# Philipp Friedrich Böddecker
Philipp Friedrich Böddecker, né le 5 août 1607 à Haguenau, dans le Saint-Empire romain germanique (aujourd'hui dans le département du Bas-Rhin en France), et mort le 8 octobre 1683 à Stuttgart, est un compositeur et organiste allemand de la période baroque.

## Biographie
Il étudie avec l'organiste Johann Ulrich Steigleder à Stuttgart.
À partir de 1626 et jusqu'en 1629, Philipp Friedrich Böddecker est organiste et professeur de chant à Bouxwiller. En 1629, il est bassoniste et organiste à la cour du landgraviat de Hesse-Darmstadt. Après avoir été un temps membre de l'orchestre de la cour à Durlach, il est nommé organiste à l'église Saint-Paul de Francfort en 1638. Il obtient le poste d'organiste à la cathédrale Notre-Dame de Strasbourg en 1642, avant d'y ajouter les fonctions d'organiste universitaire et de directeur musical de l'Université de Strasbourg en 1648. À partir de 1652, il est organiste de la collégiale de Stuttgart. 

## Œuvres

### Musiques sacrée et de chambre
- Sacra Partitura (1651)[3] :
  - O Vatter aller Frommen
  - Haec est Dies
  - Veni Salvator
  - Natus est Jesus
  - Deus, Deus meus
  - Christ lag in Todesbanden
  - Laudate Dominum
  - Magnificat anima mea Dominum
  - Sonate en ré mineur pour violon et basse continue
  - Sonate sopra « La Monica » en sol mineur pour basson et basse continue

### Musique commémorative
- Melos irenicum à 18 voix pour célébrer la Paix en Westphalie en 1648